# Zębców
Zębców (niem. Sembsow, Zembcow) – dzielnica Ostrowa Wielkopolskiego umiejscowiona w południowej jego części. Także osiedle administracyjne Ostrowa (Osiedle VII Zacisze-Zębców).

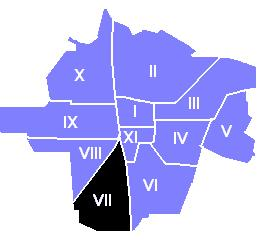
Osiedle administracyjne VII - Zacisze-Zębców

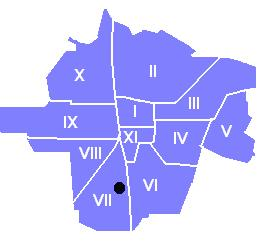
Lokalizacja d. założenia dworskiego Zębców

## Historia
W przeszłości nosił nazwy Ząbców, Zembcowo, Zembczewo, Zembców. Wzmiankowany od 1419 jako wieś rycerska. Kolejni właściciele byli również (z reguły) dziedzicami Ostrowa. Najznaczniejsi to Leszczyńscy, Przebendowscy, Bielińscy, Radziwiłłowie. Większą część wsi stanowił majątek dworski, którego pozostałości można znaleźć dziś w rejonie ulicy Brzozowej. Wieś włączono do Ostrowa w roku 1934. 
Lata 90. XX wieku to okres szybkiej rozbudowy dzielnicy. Od 2005 Zębców uczestniczy w unijnym programie MO.DI (Mountains Digital). Projekt ten ma na celu integrację lokalnych społeczności z głównymi centrami ekonomicznymi i administracyjnymi poprzez szeroki dostęp do usług internetowych. Oprócz Zębcowa do udziału w projekcie wytypowano także kaliskie Dobrzec i Sulisławice oraz społeczności z Włoch, Słowenii i Hiszpanii.

## Osiedla
- VII Zacisze-Zębców.

Większa część historycznego Zębcowa objęta jest obszarem osiedla Zacisze-Zębców. Obejmuje ono także mniejsze jednostki: osiedle Bajkowe, osiedle Zębcowska, oraz zamknięte osiedle Zacisze I. 
Zabudowa jest głównie jednorodzinna. Dominują w niej domy nowe, starsza zabudowa tego typu skupiona jest głównie północnej części osiedla (rejon ulic Zacisze, Okopowa). W południowej jej części zlokalizowane są głównie tereny przemysłowo-składowe (na bazie dużego upadłego zakładu, Prefabet, powstało wiele firm z różnych branż, głównie budowlanych), także Miejskie Składowisko Odpadów. Zlokalizowana jest tu także Dyrekcja Dróg (Okręgowa, Powiatowa). 
Osiedle Zacisze-Zębców nie obejmuje swoim zasięgiem tzw. Nowego Zębcowa - kolonii dawnych domków pracowniczych Fabryki Wagon położonych w rejonie skrzyżowania ulic Wrocławskiej i Osiedlowej.

## Zabytki
- zabudowania podworskie z XIX wieku
  - dawny dworek dzierżawcy z małym ogrodem (I połowa XIX wieku), obecnie rozbudowany o jedno skrzydło - mieści przedszkole
  - dawny spichlerz (II połowa XIX wieku), piętrowy, murowany z kamienia, z elementami muru pruskiego, zrewaloryzowany, zaadaptowany na dom mieszkalny
- zabudowa o charakterze wiejskim w rejonie ulicy Włościańskiej: domy mieszkalne i zabudowania gospodarcze z XIX wieku
- krzyż przydrożny, kapliczki, wiek XIX i pocz. wieku XX

## Parki, lasy
- Borek Zębcowski. Miejsce ukrycia partyzantów i harcerzy podczas II wojny światowej (Dziennik Harcerza i Szarotki)

## Szlaki turystyczne
Przez Zębców przebiegają szlaki turystyczne:
- pieszy: Ostrów - Zębców - Janków Przygodzki - Antonin - Kotłów
- rowerowy - Leśnego Kompleksu Promocyjnego Lasy Rychtalskie: Zębców - Janków Przygodzki - Antonin Nadleśnictwo
- rowerowy: Ostrów - Zębców - Stare Kamienice - Wysocko Małe - Chynowa - Antonin - Odolanów - Garki

## Znani zębcowianie
- Stanisław Grzęda - duchowny katolicki, działacz społeczny, inicjator założenia Ostrovii, pierwszego polskiego klubu piłkarskiego w Poznańskiem